# ألبرتو كابريرا
ألبرتو كابريرا (بالإنجليزية: Alberto Cabrera)‏ هو لاعب كرة قاعدة أمريكي، ولد في 25 أكتوبر 1988 في سان خوان دي لا ماغوانا في جمهورية الدومينيكان.

## وصلات خارجية
- ألبرتو كابريرا على موقع دوري كرة القاعدة الرئيسي (الإنجليزية)
- ألبرتو كابريرا على موقعبيزبول رفرنس.كوم (الدوري الرئيسي) (الإنجليزية)
- ألبرتو كابريرا على موقعبيزبول رفرنس.كوم (الدوري الثانوي) (الإنجليزية)
- ألبرتو كابريرا على موقع إي إس بي إن.كوم (أم.أل.بي) (الإنجليزية)
- ألبرتو كابريرا على موقع مشجعي الرسوم البيانية (الإنجليزية)